# Achaea rectivia
Achaea rectivia is een vlinder van de familie van de spinneruilen (Erebidae). De wetenschappelijke naam van deze soort is voor het eerst voorgesteld als Parallelia rectivia door George Francis Hampson in een publicatie uit 1913.
De soort komt voor in tropisch Afrika waaronder Ghana, Gabon, Centraal Afrikaanse Republiek en Congo-Kinshasa.